# Таджикистан на летних Паралимпийских играх 2020
Таджикистан на летних Паралимпийских играх 2020, прошедших в Токио 24 августа — 5 сентября 2021 года, был представлена одним спортсменом в соревнованиях по лёгкой атлетике.

## Лёгкая атлетика
| Спортсмен     | Дисциплина                  | Результат | Место |
| ------------- | --------------------------- | --------- | ----- |
| Акмал Кодиров | Мужчины, толкание ядра, F63 | 8.44      | 9     |